# Valea Mare, Dâmbovița
Valea Mare là một xã thuộc hạt Dâmbovița, România. Dân số thời điểm năm 2002 là 2564 người.